# Microdeutopus versiculatus
Microdeutopus versiculatus is een vlokreeftensoort uit de familie van de Aoridae. De wetenschappelijke naam van de soort is voor het eerst geldig gepubliceerd in 1856 door Bate.